# 신스팝
신스팝(Synth-pop)은 신시사이저 팝(synthesizer pop)이나 테크노팝(Techno-pop)으로도 잘 알려진, 1970년대 후반부터 1980년대에 걸쳐서 세계적으로 유행하는 팝 음악의 스타일이다. 록에 전자 음악을 도입한 크라프트베르크를 중심으로 하는 크라우트 록의 영향을 강하게 받으면서도, 보다 유려하고 친숙한 멜로디를 내세우는 것이 특징으로, 뉴 웨이브의 중심적 운동으로서 시대를 석권했다. 그 후에 출현한 하우스 음악이나 테크노 등의 댄스 뮤직에도 많은 영향을 주고 있다.
신시사이저가 녹음 스튜디오에서 실질적으로 사용할 수 있게 된 것은 1960년대 중반으로 1970년대 중반에 이르면서 일렉트로닉 아트 뮤지션들이 나타나게 된다. 1979년 개리 뉴먼이 영국 싱글 차트를 석권하면서 1980년대 초에는 신시사이저를 사용한 아티스트들이 성공을 맛보기 시작했다. 일본에서는 옐로 매직 오케스트라가 TR-808 리듬머신을 팝 음악계에 선보였고 이들은 이후 초기 영국 신스팝에 지대한 영향을 끼친다. 저렴한 폴리포닉 신시사이저와 미디(MIDI)가 개발되고 댄스 비트를 차용하면서 신스팝은 더욱 성공을 거두게 된다. 이는 스타일을 중시하는 뉴 로맨틱 물결과 MTV의 부상과 함께 미국에서 수많은 영국 신스팝 아티스트들이 성공을 거두었고 이 시기를 제2차 브리티시 인베이전이라 부른다. 
"신스팝"은 때로 "일렉트로팝"이란 용어와 상호 호환적으로 사용되기도 하는데 보통 "일렉트로팝"은 좀 더 하드코어하고 전자 사운드에 더 중점을 둔 신스팝의 변형의 의미로 사용되기도 한다. 이러한 스타일로 무장한 이레이저나 펫 숍 보이스 같은 듀오팀이 빌보드 차트에서 거대한 성공을 거두다가 듀란 듀란이나 아하 같은 신스팝 밴드들이 하우스 음악과 테크노에 자리를 내주기 시작했다. 신스팝에 대한 관심은 1990년대 말에 다시 인디트로니카와 일렉트로클래시 같은 움직임들을 통해 다시 일기 시작했고 2000년대에 이르러 다시금 전세계적인 성공을 누리고 있다.

## 특징
신스팝은 신시사이저와 드럼 머신, 시퀀서 사용으로 특징지워지면 때로는 이것들로 모든 악기들을 대체하기도 한다. 평론가인 보스윅과 모이는 이 장르를 묘사하며 다양성을 갖고 있기는 하지만 "록 연주 스타일과 리듬, 구조를 피하고" 그 대신에 새로운 테크놀로지의 한계로 지적되는 (한 번에 한 음만을 낼 수 있는 모노포닉 신시사이저 등과 같은) "합성적 질감"과 "로봇과도 같은 뻣뻣함"으로 대체되었다고 했다. 
많은 신스팝 뮤지션들은 제한적인 음악적 실력으로 테크놀로지에 의존했다. 그 결과 "화성적인 진행이 없이 보통 단순하게 반복되는 리프들을 짜맞추는" 식의 그루브를 통한 미니멀리스트적인 접근방식을 취했다. 초기 신스팝은 거의 변화가 없는 전자음들을 사용하며 "으스스하고 무미건조하고 막연하게 위협적인" 느낌을 주었다. 신스팝의 가사들은 대부분 고립, 도시의 아노미 등과 같은 주제로 감정적으로 차갑고 공허한 느낌이었다. 
1980년대 두 번째 단계에 이르러 댄스 비트와 보다 전통적인 록 악기들의 도입으로 좀 더 따뜻하고 귀에 쏙 들어오는 일반적인 3분짜리 팝음악으로 변모하기 시작한다. 오케스트라나 나팔 소리들을 모사하는 신시사이저 사운드 사용이 증가되었고 두껍고 압축된 사운드들 보다 트레블 위주의 멜로디와 단순한 드럼 프로그램이 주류를 이루었고 드럼도 좀 더 전통적인 사운드로 변모했다. 가사는 전반적으로 희망적인 내용으로 좀 더 팝음악의 전통적 주제들인 로맨스, 현실 도피, 열망 등을 담았다. 음악 평론가인 사이먼 레이놀즈에 따르면 1980년대 신스팝의 전형적 특징은 킴 와일드, 앨리슨 모예, 애니 레녹스와 같은 "감정적이고 오페라풍의 가수들"이었다. 신시사이저로 인해 여러 뮤지션들이 필요치 않게 되면서 이러한 가수들은 종종 모든 연주를 담당하는 파트너와 함께 듀오로 활동했다. 
신스팝은 일정 부분 펑크 록으로부터 유래했지만 진정성을 강조하는 펑크와는 달리 디스코나 글램 록 같이 종종 고의적으로 인위적인 꾸밈을 추구했다. 신스팝은 초기 팝 음악의 기초가 된 재즈, 포크, 블루스에는 상대적으로 영향을 거의 받지 않았고 초창기에는 미국 쪽 보다는 유럽, 특히 동유럽 쪽에 의식적으로 초점을 맞추었는데 여기에는 울트라복스의 "Vienna" 같은 곡이 있다.

## 역사
1964년 모그 신디사이저가 등장하면서 실험용으로만 쓰이던 전자 악기가 대중음악의 영역에 들어오기 시작했다. 미국에서는 핑크 플로이드를 위시한 밴드들이 전자음을 실험했다. 유럽에서는 크라프트베르크를 비롯한 음악가들이 크라우트 록이라고 불리는 음악을 하면서 장르의 기반을 쌓아나갔다. 1971년 영화 <시계태엽 오렌지>를 통해 전자 음악이 처음으로 영국의 보통 사람들에게 소개됐다. 1972년에는 1969년에 나온 곡을 리메이크한 핫 버터의 Popcorn이 세계적으로 히트했다. 팝콘은 모그 신디사이저로 톡톡 튀는 멜로디를 연주한 연주곡이었다. 그 뒤로 크라프트베르트의 Autobahn, 조르조 모로더가 만들고 도나 서머가 부른 I Feel Love 등이 인기를 끌었다. 새로운 음악 기술도 속속 나왔다. 여러 소리를 한번에 연주할 수 있는 폴리포닉 신디사이저의 가격이 내려와 많은 음악가들이 쓸 수 있게 됐다. 전자 악기 기술자들은 전자 악기의 표준 신호 규약인 MIDI를 개발했다. 이런 흐름 속에서 신스팝이라고 부를 만한 음악이 70년대 후반부터 유행하기 시작했다. 1979년 발매된 개리 뉴먼의 <The Plesure Principle>이 최초의 신스팝 앨범 중 하나다. 이 앨범에는 크라우트 록과 데이비드 보위의 글램 록의 영향을 받은 음악이 들어있다.
신스팝은 펑크 록과 유럽 음악의 영향을 받으면서 발전했다. 그리고 80년대에 들어 뉴 웨이브 음악을 주도하며 마침내 인기를 꽃피웠다. 화려하고 매력적인 패션을 자랑하는 뉴 로맨틱 씬의 영국 신스팝 밴드들이 MTV의 인기를 타고 미국에 두 번째 브리티시 인베이젼을 일으켰다. 80년대에 듀란 듀란과 아하가 큰 인기를 끌었고, 그 외에도 스팬도 발레, 컬처 클럽, 디페쉬 모드, 뉴 오더, ABC, 야주, 티어스 포 피어스, 유리스믹스, 펫 숍 보이스, 이레이저를 비롯한 여러 신스팝 밴드들이 80년대 차트의 상위권을 차지했다.

## 같이 보기
- 댄스 팝
- 일렉트로팝
- 뉴 웨이브